# TTC Wil
Der TTC Wil wurde 1961 gegründet und ist ein Tischtennis Club in der Schweiz. In  der Nachwuchsförderung gehört der TTC Wil zu den führenden Vereinen.

## Geschichte
Der TTC Wil ist ein erfolgreicher Tischtennisclub und ist in der Nationalliga A Herren, der höchsten Spielklasse der Schweiz, vertreten.  Der Verein erreichte mit der Herrenmannschaft 1989, 1993, 1997, 2016, 2017 sowie 2018 den Schweizer Meistertitel. 1982, 1987, 1989, 1994, 1997 und 2006 wurde der Verein Schweizer Cup-Sieger.

## Erfolge
- Schweizer Meister NLA Herren: 1989, 1993, 1997, 2016, 2017 und 2018
- Schweizer Cupsieger: 1982, 1987, 1989, 1994, 1997 und 2006

## Bekannte Spieler (Ehemalige und aktuelle)
- Christian Hotz
- Rahel Aschwanden
- Elia Schmid